# Bosch Rexroth
A Bosch Rexroth  hajtás- és vezérléstechnikai eszközök gyártásával foglalkozó németországi vállalat, mely a Rexroth márkanév alatt a hajtás, a vezérlés, illetve a mozgatás területén működik. A világon több mint 32 600 munkavállalóval rendelkezik és több mint 80 országban van jelen. Magyarországi leányvállalatának székhelye Budapesten található.  A Bosch Rexroth a hajtás- és vezérléstechnika egyik vezető szállítójaként világszerte hatékony, erőteljes és biztonságos gépipari megoldásokat kínál, legyen szó bármilyen méretű és típusú berendezésről vagy rendszerről. A vállalat globális és átfogó alkalmazástechnikai tapasztalattal rendelkezik a mobil és ipari alkalmazások, valamint a gyárautomatizálás piaci szegmenseiben. A Bosch Rexroth intelligens komponensekkel, az ügyfelek igényeire szabott rendszermegoldásokkal, mérnöki tervezéssel és szolgáltatásokkal teremti meg a teljes mértékben hálózatba kapcsolt alkalmazásokhoz szükséges környezetet. A Bosch Rexroth a hidraulika, az elektromos hajtások és vezérlések, a hajtómű- technológia, a lineáris mozgatás- és szereléstechnika területén kínál megoldásokat ügyfeleinek, és biztosítja az ehhez szükséges IoT-szoftvereket és -interfészeket is.
A Bosch Rexroth vállalat olyan rendszereket fejleszt, melyek elősegíthetik például a klímakárosító széndioxid-kibocsátás csökkentését és ezzel párhuzamosan a termelékenység növekedését.

## CU.BE Ipari Innovációs Élményközpont, Budapest
A CU.BE (CUstomer BEnefits) a Bosch Rexroth budapesti innovációs élményközpontja, amely az ipari digitalizáció legmodernebb vívmányait mutatja be. Az interaktív tér célja, hogy a látogatók – legyenek ipari partnerek, egyetemi hallgatók vagy szakemberek – kipróbálhassák a legújabb technológiákat, például a kollaboratív robotokat, okos szerelőállomásokat és autonóm mobil robotokat (AMR-eket). A CU.BE nem csupán bemutatótér, hanem az ipari szereplők és az akadémiai szféra közötti együttműködés helyszíne is, amely segíti a fenntartható és hatékony gyártási megoldások megvalósítását.

## Termékei, fő tevékenységei
A Bosch Rexroth Kft. ezeket az alábbi termékcsoportokat értékesíti:
- szereléstechnika
- hajtástechnika
- hajtómű-technológia
- ipari hidraulika
- mobil hidraulika
- hegesztéstechnika
- lineáris mozgatástechnika
- alakítás- és öntéstechnológia
- villamos hajtások és vezérlések
- csavarozástechnika

A Bosch Rexroth Kft. fő tevékenységei közé tartozik még a hidraulikus és automatizálási rendszerek gyártása, tápegységgyártás, szerviztevékenység, továbbá oktatóközponttal is rendelkezik.
Cégtudakozó (magyar nyelven). [2015. május 18-i dátummal az eredetiből archiválva]. (Hozzáférés: 2015. május 13.)

## Története
A Bosch Rexroth Kft. budapesti központú. 2013-ban a budapesti Angol utcából a Gyömrői úti, új épületébe költözött a cég. Ezen a székhelyén mintegy 1600 négyzetméteres hidraulika tápegységszerelő üzem működik. Ugyanitt kapott helyet raktárbázisa, továbbá új hidraulikus próbapadja is.
A vállalat gyökerei 1795-re nyúlnak vissza, amikor a Rexroth-család Németország Spessart régiójában épített egy kovácsműhelyet.
Mérföldkövek: 
Georg Ludwig Rexroth szert tett 1795-ben egy vízhajtotta kovácsműhelyre Elsavatalban, Németországban, így elkezdődött a Rexroth vállalat története. 1850-ben a cég átvette a Steinschein vasöntödét Lohr am Main-ban, Németországban. Ezáltal a vállalat székhelye a Main-völgyi város lett. Már 1930-at írunk, amikor a Rexroth speciális öntvények fejlesztésébe kezd.
Elkezdőtött a standardizált hidraulikus elemek gyártása 1952-ben, majd '53-ra elkészül a mobil munkagépek számára alkalmas első fogaskerékszivattyú. A következő mérföldkő 1962, amikor a kotrógépek hidraulikus vezérléséhez gyártott kétkörös rendszerek fejlesztésébe kezdtek. 1964-re elkészült a radiáldugattyús szivattyúk első kisszériája. Az Indramat GmbH-t(Neuwied am Rein, Németország) megszerzi 1966-ban, majd áttelepítette Lohr am Main-ba. Ezzel az elektronikus vezérléstechnikával is bővül a termékkínálat. Mire elérkezünk 1968-hoz, a Mannesmann AG Rexroth részvényeket szerez, 1972-re pedig a Hydromatik GmbH-t (Elchingen, Németország) felvásárolja. A Rexroth piacra dobta az első hidraulikus szervószelepet. 1975-76: a Rexroth teljesen  a Mannesmann AG tulajdonába kerül. A 'Brueninghaus GmbH-t is (Horb am Neckar, Németország) felvásárolta, amely szintén axiáldugattyús szivattyúkkal és motorokkal foglalkozott. A következő évben (1977) felvásárolta a Lohmann & Stolterfoht GmbH-t (Witten, Németország), amely fő tevékenysége hajtóművek és kuplungok gyártása volt. 1979: A Mannesmann Rexroth legyártja a világon az első karbantartásmentes AC-szervómotort.Indramat Products (angol nyelven)  1985-ben a vállalat piacra dobta az első, a szélenergia ipar számára kifejlesztett kétfokozatú bolygós hajtóművét és elkezdte ennek sorozatgyártását. Ezután felvásárolják a Deutsche Star GmbH-t (Schweinfurt, Németország) (1985), mely a lineáris technológia területén tevékenykedett. Terjeszkedni kezdtek a pneumatika területén a Rexroth Pneumatik GmbH-n (Hannover, Németország) keresztül. 1998-ban a Mannesmann Rexroth GmbH részvénytársasággá alakult. 1999 az alagutak fúrására alkalmas, hidraulikus elemekkel felszerelt óriás fúrógép kifejlesztésének éve. 2000-ben felvásárolták a REFU Elektronik GmbH-t (Metzingen, Németország), mely frenvenciaváltók gyártásával foglalkozott, majd a Bosch Automationstechnik felvásárolja a Mannesmann Rexroth AG-t 2001-ben, így megalakul a Bosch Rexroth AG. Ezután felvásárolták  az Oil Control Group-ot 2005-ben, mely tartalmazta a Oil Control, EDI System, Oleodinamica LC, Oil System és TARP-ot. A változtatható fordulatszámú szivattyúhajtások kifejlesztésével a hidraulikus szivattyúkat elektromos motorokkal szerelték fel, így a szivattyúhajtások igényeknek megfelelően szabályozhatók lettek, mindez 2009-ben. Az IndraMotion MLC megalkotásával a Bosch Rexroth egy olyan vezérlőrendszert fejlesztett ki 2011-re, mellyel a hidraulikus elemek is vezérelhetők lettek. 2014-ben az Open Core Engineering megnyitotta a kaput az ipari gépek hálózatba történő kapcsolásához. 2023-ban megnyitotta telephelyén, a Bosch Budapest Innovációs Kampuszán a világon a második Ipari Innovációs Élményközpontját, a CU.BE Budapestet.

## Globális partnerség
A Bosch Rexroth a világ több mint 80 országában mintegy 32 600 alkalmazottat foglalkoztat. Jelen van Európában, az Egyesült Államokban és a fejlődő piacokon, így Brazíliában, Kínában és Indiában is.
Piaci szegmensek szerint tagolták a vállalatot:
- Mobil alkalmazások
- Ipari alkalmazások
- Megújuló energiák

A Bosch Rexroth gyakran vesz részt olyan egyedi projektek kivitelezésében, mint a „topside lifting system” (a tengeri platformok víz feletti részének egyben történő felemelésére szolgáló rendszer) kifejlesztése a Solitaire hajó számára; a vállalat részvétele a mexikói La Yesca duzzasztógát munkálataiban; a Panama-csatorna zsilipfelújítása; Magyar Nemzeti Színház színpadtechnikájának felújítása partnerek közreműködésével.
Gyakran generálkivitelezőként vagy rendszerpartnerként, az ötlettől az összetett szimulációkon át egészen a megvalósításig és üzembe helyezésig vesz részt a projektekben.